# Neonaticida
Neonaticida (latinsko/řecký výraz neonatus označuje novorozence a přípona -cide označuje zabíjení, vraždu nebo způsobení smrti) znamená zabití novorozeného dítěte biologickým rodičem do 24 hodin od porodu. Tento čin je nejčastěji spáchán matkou. V různých kulturách existují odlišné tresty za tento čin. V širším slova smyslu slovo neonaticida může také zahrnovat každou praxi zabíjení novorozenců. Tehdy mluvíme o infanticidě, která se pak dále dělí právě na neonaticidu a filicidu. Neonaticida zahrnuje takové činy, které jsou spáchány do 24 hodin od narození dítěte, a filicida činy spáchané na starších dětech.

## Obecně

### Infanticida
Jak je již výše zmíněno, infanticida je záměrné usmrcení dítěte. Důvody pro tento čin jsou různé, nejčastěji jde ale o tradiční důvody, kterými jsou narození slabého, či nemocného jedince, který by měl ve společnosti problém přežít. Mezi další důvody patří nedostatek potravy, nepřítomnost otce, či narození dítěte ženského pohlaví. Tyto důvody se ale již v moderní společnosti nevídají. Donedávna jsme je ale mohli vídat například v Číně.

### Neonaticida
V dnešní době je ve světě výskyt neonaticidy poměrně vzácný a většina takovýchto vražd zůstane často utajená. Ve světě je za neonaticidu považována jak vražda spáchaná otcem, tak i matkou. Zatímco je za častějšího viníka vraždy novorozence označena žena, tak za častějšího viníka filicidy, tedy vraždy staršího dítěte, je označován otec. Většina žen, které spáchají neonaticidu, mají společné osobnostní rysy, ale nemají žádné závažné psychické poruchy. Tyto ženy jsou převážně z nízké socioekonomické vrstvy, bývají mladé a nesezdané. Neonaticida se ale vyskytuje i u žen ve věku okolo 40 let. Poporodní blues, který se vyskytuje u žen po porodu (jde o poporodní deprese), nemá s neonaticidou nic společného, jelikož se vyskytuje u matek až 3 dny po porodu.

### Historie
Ve středověkých civilizacích byly děti považovány za dary od bohů. Když se dítě narodilo s nějakou vadou nebo fyzickou abnormalitou, bylo to považováno za trest pro rodiče za jejich nevhodné chování. Tyto děti byly rutinně obětovány, aby zmírnily hněv bohů.
V Číně a Japonsku byly dívenky považovány za finanční zátěž a tak bývaly často utopeny.
Pokud se v Řecku a Římě narodilo novorozeně s postižením, nebo bylo nechtěné, bylo ponecháno na kupě hnoje jako potrava pro divokou zvěř.
V Japonsku se po porodu porodní asistentka zeptala otce, zda si chce dítě ponechat. Pokud tomu tak nebylo, musela ho porodní asistentka usmrtit podle zvyku „modosu“, kdy se děťátko vrátilo zpět k bohu.

### Neonaticida u Kungů
Kmen Kungů, kteří žijí v poušti Kalahari, považují zabití dítěte po porodu za zcela relevantní. Podle Kungů se dítě stává člověkem až poté, co ho matka odnese do vesnice a dojde k jeho pojmenování. Do té doby je pouze na matce, co se bude s dítětem dít. Na ženy, které dítě porodí, je vytvářen tlak, že pokud je dítě nějak deformované, je nutné to zatajit. I proto se často stává, že matka dítě po narození usmrtí, neboť nesplňuje kritéria zdravého dítěte, který bude novým členem tohoto kmene.
Důvody pro usmrcení dítěte matky Kungů mohou být:
1. Otec dítěte zemřel během těhotenství,
2. předešlé 2 děti zemřely z nedostatku produkce mateřského mléka nebo
3. otec dítěte je nevhodný.[6]

## V České republice

### Trestní zákoník České republiky
Podle § 142 trestního zákoníku je vražda novorozeného dítěte matkou privilegovaná skutková podstata k trestnému činu vraždy. Matka, která v rozrušení způsobeném porodem úmyslně usmrtí při porodu nebo bezprostředně po něm své novorozené dítě, bude potrestána odnětím svobody na tři léta až osm let. Jde o jediný trestný čin, který může spáchat pouze žena.
Znalci posuzují rozrušení, které bylo u matky způsobené porodem. Zákon musí zohledňovat abnormální psychický stav, ve kterém se matka nachází a který je ovlivněn právě rozrušením z porodu, které může vyústit až k usmrcení novorozeného dítěte. Tento specifický stav matky je důvodem k udělení mírnějšího trestu, než je tomu u trestného činu vraždy.
Od roku 1992 do roku 2002 došlo k 30 případům usmrcení dítěte matkou v důsledku rozrušení způsobeného porodem.

### Řešení neonaticidy
Jednou ze snah zabránit v České republice neonaticidě je založení babyboxů, které jsou přístupné na několika místech v mnoha městech. Jde o preventivní opatření, díky kterému má docházet mimo jiné ke snižování usmrcování dětí ihned po porodu. Odložení dítěte do babyboxu není trestné a je zcela anonymní. Není ale jisté, zda babyboxy plní právě tu funkci, pro kterou byly vytvořeny. Můžeme zaznamenat, že počty usmrcovaných dětí se po zavedení babyboxu nezměnily.